# Neolithicum in Zuidwest-Azië

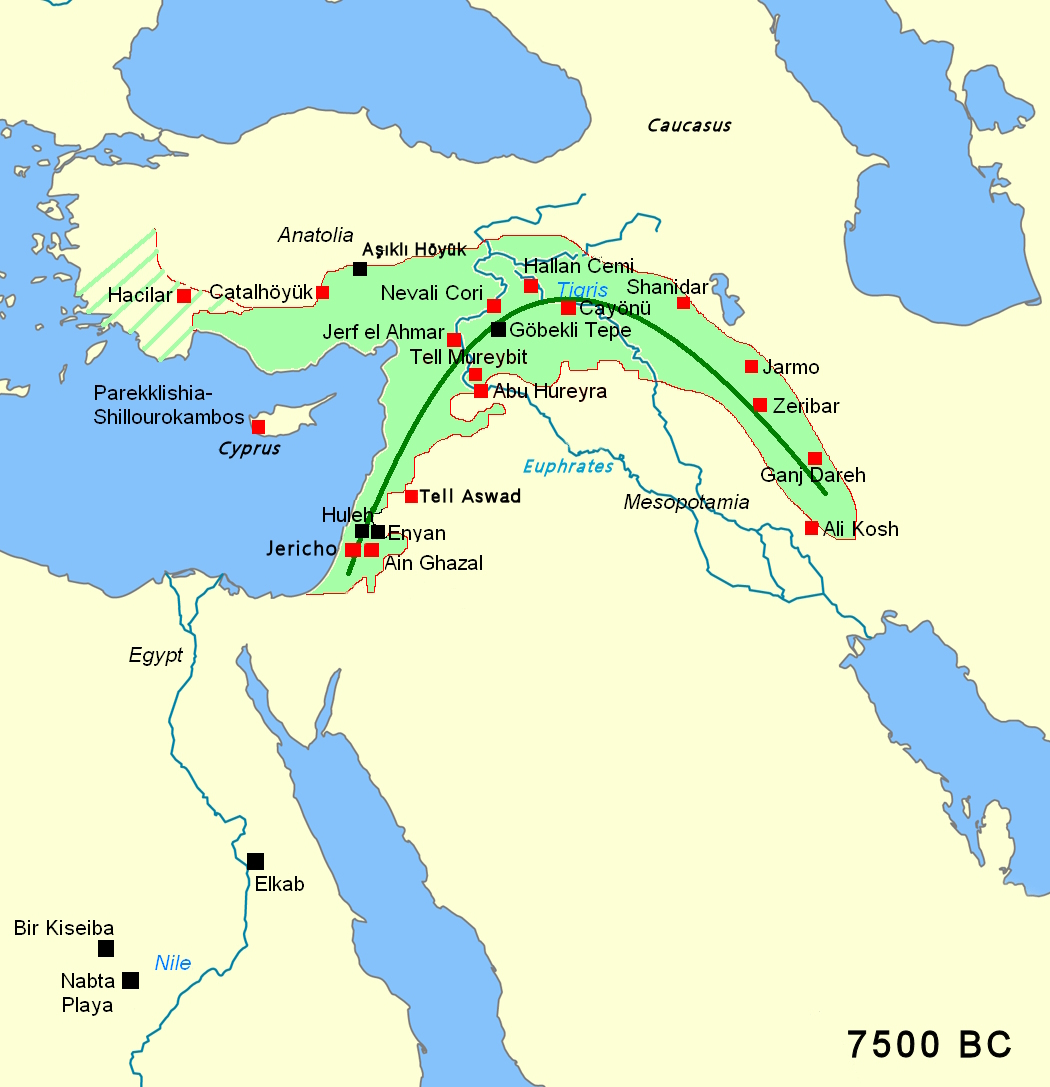
de 'Vruchtbare Sikkel'

Het neolithicum in Zuidwest-Azië was de late steentijd van Zuidwest-Azië. Ze volgde omstreeks 10.000 v.Chr. op het epipaleolithicum van Zuidwest-Azië.
Het gebied van de Vruchtbare Sikkel - Mesopotamië en de Levant - en Anatolië, was de eerste van de meerdere kernen op de wereld waar landbouw tot ontwikkeling kwam en daarmee ook de samenlevingsvormen die daaruit kunnen volgen.
De nederzettingen waren de eerste aanzet tot de stedelijke revolutie die uitmondde in de Urukperiode. Hier ontwikkelde zich wat wel de eerste beschaving wordt genoemd, met schrift en steeds sterker wordende sociale stratificatie. Daarmee brak het Oude Nabije Oosten aan, al was dit geen unilineaire vorm van culturele evolutie. Zo verdween na de Urukperiode in het noorden de invloed uit Babylonië en daarmee zaken als het schrift. In het zuiden had de Urukperiode een blijvende invloed, wat terug is te zien in de Vroeg-dynastieke Periode van Soemer en Elam.
Op het neolithicum volgde de kopertijd in Zuidwest-Azië.

## Ontstaan van de landbouw
Het lijkt er op dat de overgang zeer geleidelijk was. Men vestigde zich al voor langere tijd daar waar voedsel in overvloed aanwezig was, vaak randzones die veelal gekenmerkt worden door een grote biodiversiteit. Dit was het geval tijdens het Natufien. De in nederzettingen wonende mensen verzamelden wilde gewassen voor hun levensonderhoud. Velden waar deze wilde gewassen groeiden, begonnen ze enigszins te beschermen tegen wilde dieren. Later ging men meer aandacht schenken aan deze velden. 
Mogelijk is de landbouw in het vroege neolithicum begonnen naar aanleiding van een klimatologische verandering. De Jonge Dryas (ca. 10.700 - 9.560 v.Chr.) was een koudeperiode waardoor het klimaat in Zuidwest-Azië veel droger werd. Dit zou de wilde granen in gevaar hebben gebracht, die niet meer konden concurreren met planten die beter tegen droogte bestand waren.
Een sedentaire levenswijze had het mogelijk gemaakt meerdere kinderen te onderhouden. Met de toegenomen bevolkingsdruk kon met jagen en verzamelen niet meer volledig worden voldaan aan de voedselbehoefte en waren de wilde granen nodig om deze relatief grote bevolking in stand te kunnen houden. Door te wieden en zaad te planten dat van elders was verkregen, begon de landbouw.

## Eerste landbouwers in Zuidwest-Azië
Als een wezenlijke oorzaak voor het begin van de landbouw en het houden van voorraden in Zuidwest-Azië geldt de klimaatsverandering na de ijstijd van de jonge Dryas. Was tot dan toe het voedselaanbod het hele jaar krap, nu was er in de vochtige lente en winter een groter aanbod van wilde gewassen en pistaches, maar in de andere seizoenen was er bijna niets. Het aanleggen van een voorraad voor de droge seizoenen lag voor de hand, en werd blijkbaar al snel gedaan. Omdat er een grote onzekerheid was of er wel genoeg voedsel was, werd graan al snel buiten zijn natuurlijke gebied van voorkomen verbouwd. 
Nieuwere opgravingen als in Göbekli Tepe, Tell Aswad en Jerf el Ahmar ondersteunen de theorie dat er in de vruchtbare sikkel eerst door rondtrekkende stammen nederzettingen werden gesticht, al in het Natufien, dus al in het epipaleolithicum. Deze nederzettingen werden waarschijnlijk eerst alleen maar in bepaalde seizoenen gebruikt en later meer permanent. Daarna werd er stapsgewijs meer aan landbouw gedaan. Eerst werden er velden wilde gewassen beschermd tegen wilde dieren. Later werd er ook gewied en werden er gewassen gecultiveerd. Nog later kwam er ook veeteelt.
Het is in het Khiamien dat de eerste echte neolithische cultuur zich in de Vruchtbare Sikkel ontplooide. Langzaam begonnen jager-verzamelaars met een rondtrekkende leefwijze zich in nederzettingen te vestigen. Aanvankelijk was dit alleen in bepaalde seizoenen, later werd dit permanent, al werd ook wel teruggegrepen op verzamelen en jagen als de omstandigheden dat noodzakelijk maakten.
Tijdens het Prekeramisch Neolithicum A breidde de landbouw steeds verder uit. In het Prekeramisch Neolithicum B begon men ook aan veeteelt te doen. Tot dan toe jaagde men voornamelijk op gazellen. Daarvan getuigen de vondsten van botten in de nederzettingen en gevonden constructies om deze dieren te vangen. Ca. 8000 v.Chr. verdwenen de kuddes gazellen en begon men aan veeteelt te doen met de domesticatie van schapen, geiten, runderen en varkens.
Rond 7000 v.Chr. bevonden zich op veel plaatsen in Zuidwest-Azië met voldoende neerslag op landbouw gebaseerde dorpen. In noordelijke Mesopotamië waren dat de Proto-Hassuna en Hassunacultuur. Buiten de regengebieden vestigden zich daar aan het einde van het 7e millennium de Samarracultuur door gebruik te maken van irrigatie. Irrigatie werd daarvoor al toegepast in de Levant ter ondersteuning, maar werd in deze gebieden essentieel.

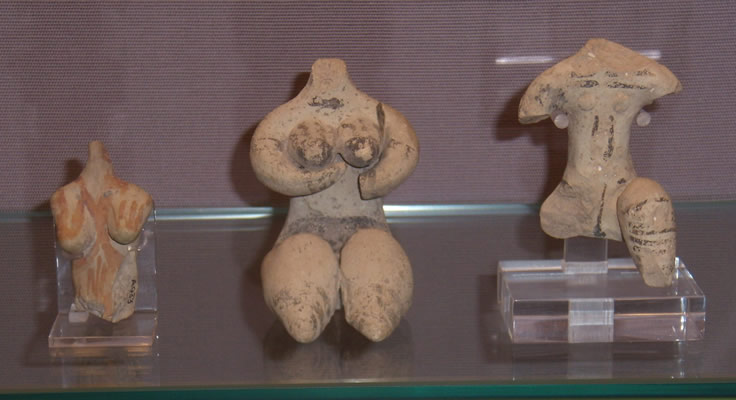
Terracotta figurines uit de Halafcultuur.

Gedurende het 6e millennium breidde de Halafcultuur zich uit over het gehele regengebied van noordelijk Mesopotamië en delen van Anatolië en de Levant. Gezien de lage organisatiegraad en de kleine gemeenschappen is het opmerkelijk hoe groot het verspreidingsgebied was van deze cultuur, met zijn karakteristieke huisindeling en terracotta figurines.
Buiten het regengebied ontstond in zuidelijk Mesopotamië de Obeidcultuur op basis van irrigatielandbouw. Rond 4500 v.Chr. verving deze de Halafcultuur in het noorden en het Zagrosgebergte. Naast het grote gebied dat deze culturen bestreken, van de Middellandse Zee tot het Zagrosgebergte, is ook de duur opmerkelijk. De Halafcultuur bestond bijna een millennium en de Obeidcultuur bijna twee millennia.

## Gereedschappen en uitvindingen
Stenen werktuigen werden aanvankelijk gemaakt door er met andere stenen stukken vanaf te slaan en bij te werken. Het PPNB (rond 7.000 v.Chr.) zag de introductie van gepolijste stenen bijlen. Rond 6.200 v.Chr. werd het pottenbakken uitgevonden en begon het Keramisch Neolithicum. 
Bij het begin van de kopertijd rond 5.500 v.Chr. werd het gebruik van koper uitgevonden. 

## Samenleving
De samenlevingen in het epipaleolithicum en het vroege neolithicum waren relatief egalitair. Tijdens het neolithicum nam de specialisatie toe, wat een grotere efficiëntie in de voedselvergaring mogelijk maakte, waardoor groepen in deze bestaanseconomie zich hieraan konden onttrekken. De belangrijkste groep hiervan was in eerste instantie die van de spirituele leiders. Daarmee ontstond in toenemende mate een hiërarchische organisatie van de gemeenschap.
Zo is te zien dat de Halafcultuur een relatief grote homogeniteit kende, terwijl bij de Obeidcultuur uit zuidelijk Mesopotamië bepaalde families op basis van hun controle over overschotten een hogere positie verkregen. Nadat vanaf 5500 v.Chr. de Obeidcultuur langzaam naar het noorden uitbreidde, ontstond ook daar een grotere hiërarchie. Grotere groepen van verwanten vervingen de kleine families. Gezamenlijke organisaties beschermden en bestuurden nu de belangen van het individu. Behalve werken voor het levensonderhoud en het huishouden, waren er nu taken voor de gemeenschap die hierdoor sociaal en economisch sterker werd.
Er ontstond een nieuwe identiteit voor de mensen. In onderlinge competitie ontstond een snelle toename van de kennis over het beheer van de omgeving. Men kon zich nu economisch aanpassen en omgaan met tekorten in de opbrengst van de omgeving, iets wat daarvoor onmogelijk was. Er kwamen voorraden en voorraadbeheer. Er was in toenemende mate industriële productie en technische vernieuwing. De handel nam toe, soms met verre gebieden. Door het aanleggen van voorraden en het verzamelen van kapitaal begon het verschijnsel eigendom, maar ook diefstal op te treden. Er kwamen mogelijk vormen van rechtspraak.
Ook ontstond door de aanleg van voorraden een sterke bevolkingsgroei. Toch werden de mensen in vergelijking met het paleolithicum kleiner, daalde hun levensverwachting en hadden ze meer infecties. Dit wordt wel toegeschreven aan een eenzijdiger dieet, eenzijdigere werkzaamheden, en het feit, dat ze door in nederzettingen te wonen, niet meer zo mobiel waren om bij een slechter wordend klimaat snel te verhuizen. Daardoor zouden zij nu juist eerder het slachtoffer zijn geworden van hongersnoden.
De huizen die in het Natufien rond waren en half onder de grond lagen, werden later vierkant of rechthoekig, de vuurplaatsen werden sterk verbeterd. Er kwam een zekere mate van welstand voor sommige mensen in sommige nederzettingen. Daarmee kwamen er echter toenemende conflicten tussen en binnen de nederzettingen. Geleidelijk aan werden de nederzettingen versterkt, er kwamen muren omheen. De nederzettingen werden steeds groter, de vorming van stadstaten begon en oorlog werd een middel om belangen te behartigen.

## Dodencultus en religie
Men begroef de voorouders onder het huis, soms zelfs onder het bed. In Tell Aswad vond men schedels waarop de gezichten in klei nagemaakt waren. Op sommige plaatsen werden menselijke en dierlijke resten in en tussen muren en vloeren verstopt. Er zijn grote gipsen standbeelden gevonden in 'Ain Ghazal.
In het Keramisch Neolithicum werden de doden buiten de nederzettingen begraven. 

## Theorieën
Er zijn veel theorieën over het ontstaan van de landbouw.
Hoewel landbouw niet noodzakelijk efficiënter is, is de opbrengst onder de juiste omstandigheden wel groter. Dat betekende dan ook dat de bevolking verder kon groeien, waarna er vrijwel geen weg terug meer was, ook wel ratchet effect of pal-effect genoemd. Zo lopen de schattingen voor zo'n 10.000 jaar geleden uiteen van 1 tot 10 miljoen mensen, terwijl de wereldbevolking rond het begin van de jaartelling tot tussen de 150 en 300 miljoen was gegroeid. Dit effect zou daarna nog diverse malen optreden.
De archeologie van Zuidwest-Azië ontstond in de tweede helft van de negentiende eeuw. Na het uiteenvallen van het Ottomaanse Rijk verkregen vooral de Britten en Fransen een grote invloed in dit gebied.
Meer dan 99% van haar geschiedenis leidde de mensheid het bestaan van nomadische jager-verzamelaar. Ze zochten wilde planten en vulden dit dieet aan door de jacht op dieren en lieten zich daarbij onder meer leiden door de beschikbaarheid van voedsel, waardoor men afhankelijk was van zaken als de trek van dieren en oogstrijpe gewassen.
De overgang naar landbouw werd door Childe de neolithische revolutie genoemd en het belang voor de mens is slechts vergelijkbaar met de industriële revolutie vele millennia later. Waar de mens zich eerder al bovenaan de voedselpiramide had geplaatst, begon hij deze nu om te vormen naar zijn behoefte.
Eind 19e eeuw gingen wetenschappers ervan uit dat de landbouw was ingevoerd omdat ze beslissende voordelen zou hebben voor de overleving. De meeste onderzoekers gaan er nu van uit, dat er vlak voor het begin van de landbouw geen noodsituatie bestond. Er zou na een eerste aanloop tot een gesedenteerd leven (ca. 13.000 - 11.000 jaar v.Chr.) tijdens een koude, droge fase van de jonge Dryas (ca. 10.700 - 9560 jaar v.Chr.) een terugkeer naar het jagen-verzamelen zijn geweest. Pas bij het begin van het Holoceen zou er dan weer sedentatie met nu ook intensief gebruik van gewassen komen. Deze conclusie wordt echter betwijfeld door enige wetenschappers die ervan uitgaan dat de landbouw al vroeger is begonnen.
In de dertiger jaren van de twintigste eeuw formuleerde Vere Gordon Childe de "Oase-Hypothese". Volgens deze zou een periode van extreme droogte de mensen in Zuidwest-Azië op het einde van de laatste ijstijd gedwongen hebben om te gaan wonen in de weinige overgebleven oasen, zodat het rondtrekkende bestaan onmogelijk werd. Het gevolg zou zijn geweest: landbouw en veeteelt. Inmiddels geldt deze stelling als weerlegd.
In 1936 stelde Childe de term neolithische revolutie voor in zijn basiswerk, Man Makes Himself. Hij vernoemde de overgang van het Paleolithicum naar het Neolithicum naar analogie met de industriële revolutie van de negentiende eeuw, beide periodes van grote veranderingen in de geschiedenis van de mensheid. Deze verandering vond in eerste instantie in Zuidwest-Azië, vooral in Zuidoost-Anatolië, in de Levant en in het Westelijk Zagrosgebergte, plaats tussen 12.000 en 9.000 v.Chr. Childe baseerde zich op het werk van zijn voorgangers, zoals dat van Pumpelly te Anau in Turkmenistan aan het begin van de twintigste eeuw.
In de veertiger jaren formuleerde Robert Braidwood de hypothese dat de sedentatie een aanpassing zou zijn geweest aan veranderde omgevingscondities, waarbij deze conditie-veranderingen in verschillende regio's anders waren. De overgang zou geleidelijk aan zijn gegaan. Volgens Barbara Bender werden de veranderingen in wezen al vóór het Neolithicum op gang gebracht door sociale processen en de opbouw van complexe samenlevingsstructuren.

## Indeling
Aardewerk is zeer waardevol bij archeologisch onderzoek. Het is veelal in grote hoeveelheden aanwezig en verweert nauwelijks. Daarnaast veranderden zowel de stijl als de technologie relatief snel, wat datering vereenvoudigt. Om deze reden zijn de nodige culturen genoemd naar het type aardewerk waarmee ze verbonden zijn. De periode tijdens het neolithicum voordat het pottenbakken ontwikkeld werd, wordt aangeduid als Prekeramisch Neolithicum:
- proto-Neolithicum of prekeramisch Neolithicum A (PPN A), ca. 9500 - 8500 v.Chr.
- akeramisch Neolithicum:
  - prekeramisch Neolithicum B (PPN B) ca. 8500 - 6200 v.Chr. en
  - prekeramisch Neolithicum C (PPN C) ca. 6200 - 5900 v.Chr. (deze laatste wordt voornamelijk in Israël gebruikt).

De daaropvolgende periode wordt aangeduid als keramisch Neolithicum (PN) (ca. 6500 - 5500). Steeds meer zijn daarna culturen te onderscheiden, zoals Halaf en daarna Obeid.
| Periode (v.Chr.) | Levant                                                   | Anatolië     | Noordelijk Mesopotamië | Zuidelijk Mesopotamië |
| ---------------- | -------------------------------------------------------- | ------------ | ---------------------- | --------------------- |
| 9000             |                                                          | Göbekli Tepe |                        |                       |
|                  | Prekeramisch Neolithicum A (PPN A)                       |              |                        |                       |
| 8500             |                                                          |              |                        |                       |
|                  | Prekeramisch Neolithicum B en Prekeramisch Neolithicum C |              |                        |                       |
| 7000             |                                                          |              |                        |                       |
|                  | Keramisch Neolithicum                                    |              | Proto-Hassuna          |                       |
| 6500             |                                                          | Çatalhöyük   |                        |                       |
|                  | Amuq B                                                   |              | Hassuna/ Samarra       |                       |
| 6000             |                                                          |              |                        |                       |
|                  | Halaf                                                    | Halaf        | Halaf                  | Vroeg-Obeid           |
| 5500             |                                                          |              |                        |                       |
| 5000             |                                                          |              |                        |                       |
| 4500             | Obeid                                                    | Obeid        | Obeid                  | Laat-Obeid            |
| 4000             |                                                          |              |                        | Vroeg-Uruk            |
| 4000             |                                                          |              |                        |                       |
|                  | Kopertijd                                                |              |                        |                       |
| 3500             |                                                          |              | Uruk                   | Laat-Uruk             |